# Rosengesandtschaft
Die Rosengesandtschaft war eine kaiserliche Sondergesandtschaft für Abessinien, die im Dezember 1904 Deutschland verließ, um mit dem abessinischen Kaiser Menelik II. einen Freundschafts- und Handelsvertrag abzuschließen.
Ein weiterer Schwerpunkt dieser Rosengesandtschaft war die Erforschung des Landes unter historisch-philologischen und naturwissenschaftlichen Gesichtspunkten. Wilhelm II. beauftragte als Gesandten den als Orientalisten sehr geeigneten Geheimen Legationsrat und Vortragenden Rat im Auswärtigen Amt, Friedrich Rosen.
Dies war nicht die erste diplomatische Kontaktaufnahme, die von Seiten des Deutschen Reiches zu Abessinien gesucht wurde. Bereits im Jahr 1881 kam es zu einem ersten Kontakt. Der Afrikaforscher Gerhard Rohlfs hatte bereits 1881, im Auftrag des Deutschen Kaisers Wilhelm I., den Negus Yohannes IV. in Debre Tabor aufgesucht.

## Mitglieder der Gesandtschaft
- Friedrich Rosen, Geheimer Legationsrat im Auswärtigen Amt, als Kaiserlicher Gesandter
- Graf Viktor von Eulenburg, Legationssekretär an der Botschaft in London
- Vizekonsul Edmund Schüler, aus der handelspolitischen Abteilung des Auswärtigen Amtes
- Georg Becker, Geheimer Expedierender Sekretär im Auswärtigen Amt
- Oberstabsarzt Hans Vollbrecht aus Darmstadt als Expeditionsarzt
- Kommerzienrat Karl Bosch aus Berlin, als Experte für Handelssachen
- Felix Rosen; der Bruder von Friedrich Rosen, Botaniker, als naturwissenschaftlicher Beirat und Sammler sowie als Fotograf und Dokumentator. Felix Rosen sammelte für das Berliner Museum für Völkerkunde und für den Württembergischen Verein für Handelsgeographie ethnographisch interessante Objekte. Die finanzielle Ausstattung hierfür stellte, die Rudolf-Virchow-Stiftung und Graf Karl von Linden in Stuttgart.
- Johannes Flemming, Oberbibliothekar, beauftragt durch das Preußische Kulturministerium zum Studium der abessinischen Literatur und zum Sammeln von Handschriften
- zwei deutsche Diener
- Auf Befehl des Kaisers wurde der Gesandtschaft eine Schutzwache des Gardes du Corps mitgegeben. Sie bestand aus dem Vizewachtmeister Moldenhauer, den Gefreiten Steer, Hemp und Kohl und den Gardes du Corps Scherff, Schneider, Korioth, Albitz und Scheider. Als Pferdesachverständige wurden sie für die Gesandtschaft sehr nützlich. In ihren Uniformen mit dem Kürass und dem Adlerhelm machte die Schutzwache einen ungeheuren Eindruck auf die Abessinier und auf Menelik II.

## Die Reise an den Hof Menelik II.

### Ankunft in Afrika
Am 6. Januar 1905 traf die Sondergesandtschaft mit dem Lloyd-Dampfer „Friedrich der Große“ in Dschibuti am Golf von Tadjoura in Französisch-Somaliland ein. Dort wurde eine Anzahl von somalischen Dienern angeworben. Zwei Dolmetscher, von denen der eine Deutsch, der andere Arabisch sprach, wurden schon in Kairo verpflichtet. Einer dieser Dolmetscher, Jussuf Wolda Mariam, entstammte einer vornehmen abessinischen Familie. Der Gesandtschaft wurde von der Abessinischen Eisenbahngesellschaft ein Extrazug nach Diredaua gestellt. Zu dieser Zeit befand sich die Eisenbahngesellschaft in einer schwierigen Situation, da die bislang gebaute Strecke nicht kostendeckend arbeitete. Ein Ausbau bis nach Addis Abeba stieß auf Schwierigkeiten. Die französische Regierung war gezwungen, die Strecke zu subventionieren. Eine Internationalisierung der äthiopischen Bahn wurde bereits erwogen. In Diredaua erwarteten zwei in Abessinien ansässige Deutsche mit Namen Sefzat und Schaup die Gesandtschaft. Der in Addis-Abeda lebende Deutsche Arnold Holtz, der mit den Vorbereitungen der Mission betraut war, hatte sie beauftragt, die Gesandtschaft zu begleiten. Holtz hatte Maultiere, Diener und Treiber angeworben, die aber nicht ausreichten. Es mussten weitere Tiere beschafft werden. Von Diredaua reiste die Gesandtschaft nach Harar, wobei Friedrich Rosen entschied, dass alle schweren Gepäckstücke und der größte Teil des Proviants auf dem leichteren Assabotweg durch die eintönige Steppe nördlich des Tschertschergebirge nach Harar gehen sollten. Mit der Leitung wurde Schaup betraut, dem der Deutsch sprechende Dolmetscher zur Seite gestellt wurde. Die Gesandtschaft, deren Diener, der Arabisch sprechende Dolmetscher und die Gardes du Corps wählten einen Saumpfad, der durch eine waldreiche, kühlere Landschaft auf den nördlichen Kämmen des Tschertschergebirges führte.

### In Harar
In Harar wurde die Gesandtschaft von Vizegouverneur Kaniasmatsch (General) Koletsch empfangen, da der Vizekönig von Harar, Tschertscher und Ogaden Ras Makonnen sich nicht in Harar befand. Ras Makonnen hatte angeordnet, dass die Gesandtschaft in seinen Palast in Harar untergebracht werden sollte. In Harar wurde der Gesandtschaft auch ein offizieller Willkommensgruß des Kaisers Menelik II. überbracht. Am See Haramaja bei Harar stieß Flemming wieder zu der Gesandtschaft. Er erkrankte während der Seereise und hielt sich einige Zeit im Hospital in Dschibuti auf. Auf den Wunsch von Ras Makonnen besuchte die Gesandtschaft auf der Burg Kulubi dessen 12-jährigen Sohn Lidj (Prinz) Taffari Makonnen, den späteren Kaiser Haile Selassie. Die Burg befand sich auf einem Bergplateau auf 2543 m Höhe im Tschertscher-Gebirge und verfügte über eine Telefonstation. Felix Rosen bemerkte im Gebirge, dass die fortschreitende Entwaldung ein ernstes Problem für Abessinien werden könnte.

### Ras Makonnen

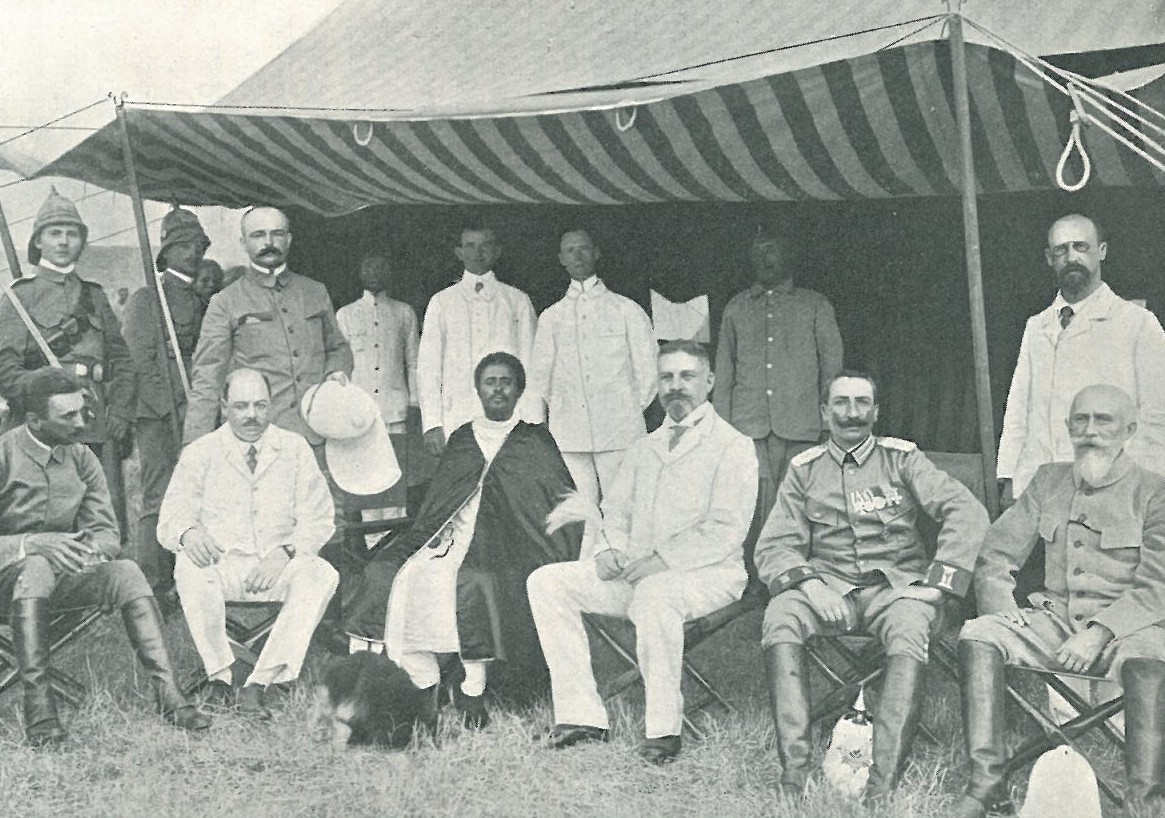
Ras Makonnen und die Gesandtschaft in Buruma

Am 24. Januar 1905 fand in Buruma eine Begegnung mit Ras Makonnen statt, dieser begrüße nunmehr die Gesandtschaft in aller Form. Auch hier fand die Garde du Corps besondere Aufmerksamkeit. Ras Makonnen hatte bereits von seinem Sohn von der Gardebegleitung erfahren. Es erfolgte auch ein Gegenbesuch im Lager der Gesandtschaft. Ras Makonnen übergab der Gesandtschaft einen wertvollen Schild, zwei Lanzen und ein edles Maultier mit prächtigem abessinischen Zaumzeug. Diese Geschenke hatten eine Bedeutung. Das Maultier wurde vor der Karawane mit Schild und Lanzen hergeführt, damit jedermann wusste, dass die Gesandtschaft unter dem Schutz des Fürsten steht. Ras Makonnen wurde eine goldene Uhr übergeben, weitere Geschenke erfolgten erst später, da das meiste Gepäck auf dem Assabotweg unterwegs war.

### Schëual Abdi
Nach dem Besuch von Ras Makonnen erschien Häuptling Schëual Abdi, ein berühmter Krieger und Sänger aus Ogaden, im Lager der Gesandtschaft. Schëual Abdi, der sich im Gefolge von Ras Makonnen befand, hatte erst kürzlich 23 Menschen getötet. Friedrich Rosen interessierte sich sehr für die Somal-Lieder und Dichtung. So wurden die Gesänge auf einen Phonographen aufgezeichnet. Schëual Abdi trug eigens für die Gesandtschaft ein von ihm verfasstes Lied vor.
Hymne auf die deutsche Mission

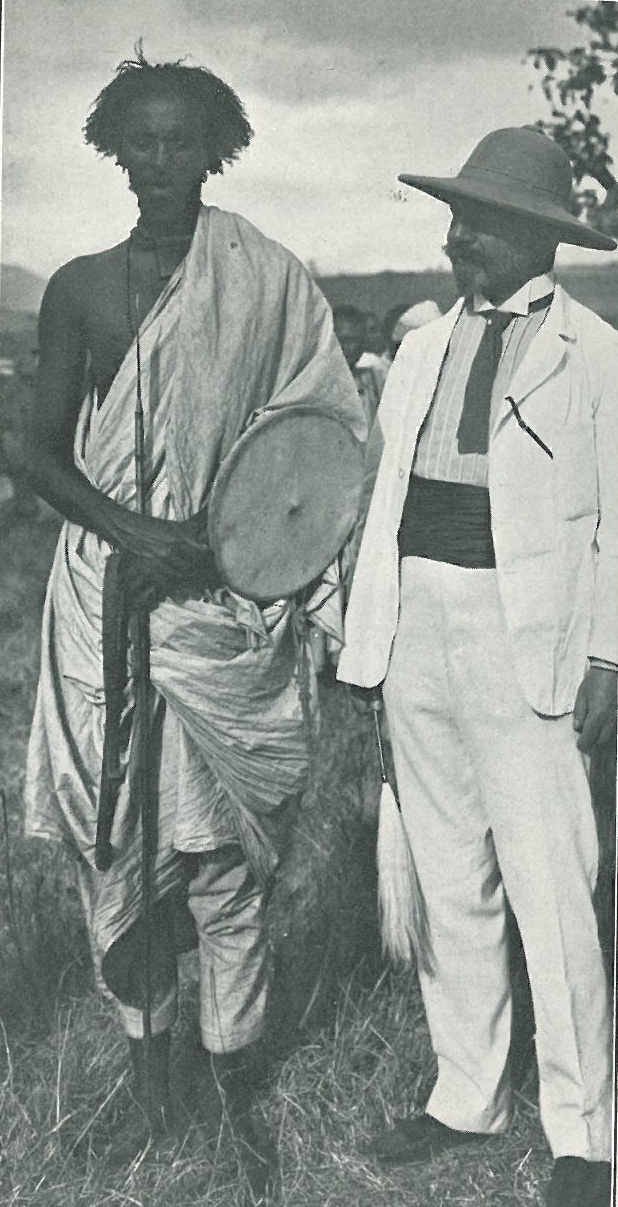
Schëual Abdi mit Friedrich Rosen

Gesandter! Wir haben gehört, dass der Stamm der Deutschen mutig ist und sich vor keinem Feinde fürchtet.
Dass sein gesprochenes Wort dem geschriebenen gleichkommt, und Lüge und Betrug ihm fremd sind.
Dein Volk ist wie ein Baum, dessen Äste sich ausbreiten, und der Regen des Himmels erfrischt sein Laub.
Eures Herrschers Blick ist wie die Sonne, wie die (weiße) Straußenfeder erster Qualität („brima“ vom Italienischen: „prima“), wie die Gewehrkugel und wie die Leuchtkugel, die du aus deinem Gewehr wirfst.
Möge euer Geschick immer vorwärts gehen, wie der Awaschfluß, wie die Meereswoge, wie der Bach von Burka.
Euer Volk ist wie die weite Erde, unzertrennlich wie der Telegraphendraht, den niemand zerreißen kann, und fest wie ein Berg, den niemand umwerfen kann.
Wer sagt, daß er mit den Deutschen Krieg anfangen will, dem ist bereits durch seine Tollkühnheit das Schenkelbein gebrochen.
Euer Herrscher weiß, wer unglücklich, wer leidend ist. Das ist sogar bis nach Bohotle bekannt.
Gott gebe dem deutschen Volke und seinem Kaiser Stärke. Mögest du in Frieden deine Straße ziehen und die Wunscherfüllung finden. Wir wünschen dir eine gute Nacht! In scha Allah (so Gott will) begegnen wir uns wieder!
Lebewohl! in dem Lande, in das ich ziehe, werde ich deiner gedenken
Friedrich Rosen schreibt im Buch seines Bruders, über die Erlebnisse der Deutschen Gesandtschaft in Abessinien, ein Kapitel über die Somal-Dichtung und ihre Bedeutung.

### Die Überquerung des Awash
Am 28. Januar überquerte die deutsche Mission den Fluss Awash, der sich in einer unwirtlichen Wüste aus Lavagestein befindet. Dort erkrankten einige Mitglieder am Fieber. Felix Rosen maß eine Lufttemperatur von 31 °C, doch auf dem Gestein herrschte eine Temperatur von 75 °C. Der Gesandtschaft war erlaubt, über eine sonst gesperrte schmale eiserne Brücke zu gehen, dennoch mussten die Tiere durch eine Furt den Fluss überqueren. Durch eine schmale Wüste gelangte die Gesandtschaft am 29. Januar nach Ost-Schoa. Bis zu diesem Zeitpunkt war die Kamelkarawane mit dem restlichen Gepäck noch nicht eingetroffen, die unentbehrliche Stücke für den offiziellen Einzug transportierte. Am 6. Februar 1905 stand die Gesandtschaft vor Addis Abeba. Vor der Stadt erwartete Arnold Holtz die Gesandtschaft. Erst am 10. Februar erreichte die Kamelkarawane das deutsche Lager vor der Stadt, gerade noch rechtzeitig. Waren doch die Uniformen und Geschenke Teil der Ladung.

## In Addis Abeba

### Der Einzug in Addis Abeba

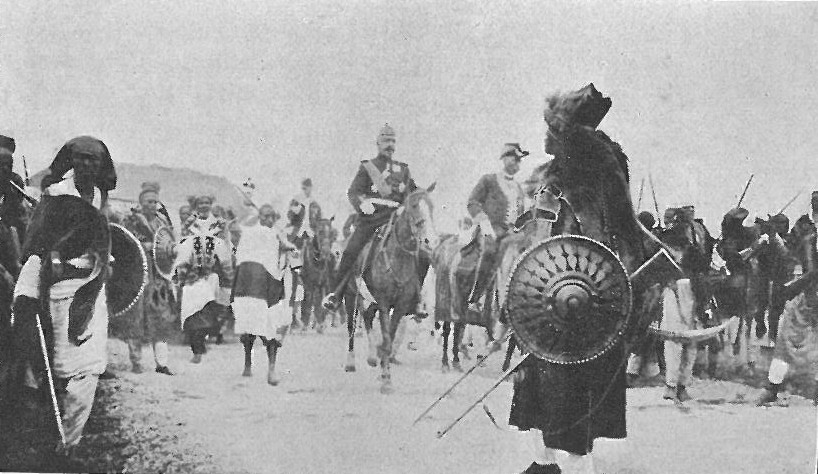
Einzug der Gesandtschaft in Addis Abeba

Am Tag des Eintreffens der Deutschen Gesandtschaft kam der Staatsrat Alfred Ilg ins Lager, um im Auftrag des Negus den Willkommensgruß zu überbringen und die Einzelheiten des Einzuges und des Empfanges zu regeln. Für den Einzug wurde der 12. Februar 1905 festgelegt. Graf von Eulenburg besorgte eigens Pferde für die Gesandtschaft und schaffte es in kurzer Zeit, die Tiere an das europäische Zaumzeug, Kandare und die Sattelgurte zu gewöhnen. Am Morgen des 12. Februar, um 10.00 Uhr erschien Staatsrat Ilg auf einem prächtig geschmückten Maulesel, um die Gesandtschaft abzuholen. An der Spitze ritten die Garde du Corps in Paradeuniform mit den Adlerhelmen und schwarzen Kürassen über den mattweißem Koller. Geritten wurde in Linie vor der Front der Vizewachtmeister. Alle hatten lange Lanzen mit schwarz-weißem Wimpel. Dann folgten nach abessinischer Sitte die als Ehrengabe geschenkten Maultiere von Ras Makonnen und ein großes edles Maultier, mit prächtigem Geschirr und Decken, welches Menelik II. vorab gesandt hatte. Beide Tiere wurden von einem abessinischen Diener geführt, der auch den geschenkten Schild von Ras Makonnen am Arm führte. Dann folgte der offizielle Gesandte Friedrich Rosen in Infantrieuniform neben Alfred Ilg, der die Diplomatenuniform trug, dann die übrigen Mitglieder der Gesandtschaft, Graf Eulenburg in der Offiziersuniform der Bonner Husaren, Edmund Schüler in der Vizekonsul-Gala sowie Vollbrecht und Felix Rosen als Reserveoffiziere in ihrer Uniform. Die übrigen Herren im Frack. Dem Zug schlossen sich auch die in Addis Abeba lebenden Deutschen an. Den Schluss bildeten die Dienerschaft in eigens angefertigten Khakilivreen mit schwarz-weiß-roten Achselschnüren, dazu nach Landessitte Kopftücher in den deutschen Farben.
Dem Zug wurde von abessinischer Reiterei in prächtiger Aufmachung begleitet. Immer mehr wartende abessinische Soldaten schlossen sich an und folgten bis zum Gebi, dem Hoflager des Negus in Addis Abeba. Auf die Frage von Felix Rosen nach der Anzahl der Soldaten erhielt dieser die Antwort 20.000 Mann. Felix Rosen schätzte 12.000 Mann.

### Empfang durch den Negus Menelik II.

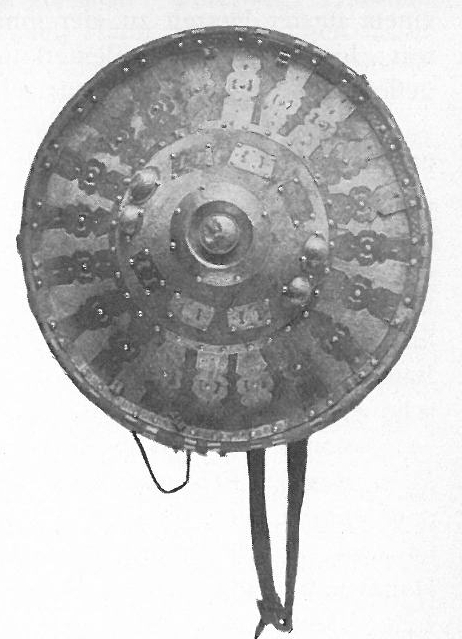
Ehrenschild des Negus an Friedrich Rosen

Im Gebi wurde die Gesandtschaft in die Audienzhalle geführt, einen großen dreischiffigen Raum. Dort wurde die Gesandtschaft von Menelik II. erwartet. Erhöht in der Apsis des Raumes saß der Negus unter einem roten Samtbaldachin mit goldgestickten Sternen, umgeben von seinem Hofstaat. Er trug ein prächtiges Diadem in Haubenform mit Fransen, einen schwarzen Seidenmantel mit schmalen Agraffen und Goldstickereien und ein Untergewand aus weißem Seidendamast. Die Füße waren nicht zu sehen. Er hatte graues Haar und einen grauen kurzgehaltenen Vollbart und sehr gute, schöne Zähne. Felix Rosen beschreibt seine Erscheinung:
Wir hatten uns von dem Beherrscher Äthiopiens nach allem, was wir von ihm gelesen und gehört hatten, das Bild eines bedeutenden Fürsten gemacht, und doch waren wir alle frappiert von der Größe und Vornehmheit, ja Majestät seiner Erscheinung. Wie er uns empfing, voll Ruhe und Würde, und zugleich mit einer gewissen Liebenswürdigkeit, die nichts von verletzender Herablassung in sich barg, hatten wir den Eindruck, von einem wirklichen König zu stehen.
Staatsrat Ilg nannte die Namen der Mitglieder der Gesandtschaft, alle verbeugten sich vor dem Negus. Der Negus begrüßte die Mitglieder und reichte jedem die Hand. Friedrich Rosen dankte für den guten Empfang in Abessinien, benannte die Mission der Gesandtschaft und übergab ein Handschreiben (Empfehlungsschreiben) des deutschen Kaisers Wilhelm II. Dann durfte die Gesandtschaft auf Stühlen rechts vom Thron Platz nehmen. Es folgte eine förmliche Konversation. Die Garde du Corps standen die ganze Zeit mit präsentiertem Pallasch in Front vor dem Thron.
Dieser offiziellen Audienz folgte am 20. Februar eine weitere Audienz. Hier wurden auch die Geschenke des Deutschen Reiches übergeben. Zuerst wurde Menelik II. das Großkreuz des Roten Adlerordens in aller Form überreicht. Auch hier waren wieder die Garde du Corps anwesend und präsentierten. Der Negus legte den Orden sofort an. Ebenso wurde ein lebensgroßes Gemälde von Wilhelm II., in ganzer Figur und in Uniform des Garde du Corps übergeben. Die übrigen Geschenke wurden Stück für Stück, durch die in Addis Abeba lebenden Deutschen, auf Anordnung Friedrich Rosens, übergeben: silbernes Tafelgeschirr, wertvolle Seidenstoffe, Sammlungen von Fotografien aus den königlichen Schlössern in Berlin und Potsdam. Ein Geschenk begeisterte den Negus besonders. Durch Flemming wurden Menelik II. in Deutschland gedruckte Bücher in äthiopischer Sprache und Schrift übergeben. Dies veranlasste den Negus, Flemming die Erlaubnis zu geben, die Bibliothek im Gebi und die Büchersammlungen in der Kirchen der Stadt und der Marienkirche Entoto zugänglich zu machen. Zwei Hauptstücke der Geschenke konnten noch nicht übergeben werden. Dies war ein Last-Automobil und einen Stromgenerator für elektrisches Licht. Letzterer konnte nur mit Mühe in Gang gebracht werden. Der angeschlossene Lichtscheinwerfer versetzte jedoch ganz Addis Abeba in Erstaunen.
Felix Rosen erbat auch eine Audienz bei der Kaiserin Taytu. Diese Audienz fand in den privaten Räumen der Kaiserin statt. Felix Rosen beschreibt die Erscheinung der Kaiserin: Wir traten in ein hohes, kühles Gemach ein, wo uns die Kaiserin empfing; sie saß auf dem niedrigen Diwan am Fußende eines breiten Himmelbettes, zwei sehr statiöse Hofdamen standen neben ihr. Ihre Figur verschwand fast unter einem faltenreichen Umwurf von zartem Musselin, der auch ihr Haar und selbst das Kinn verhüllte, doch zeigte sie eine Hand von aristokratischer Schönheit... die Kaiserin ist eher eine zarte Erscheinung, der man ihre angeblich 65 Jahre nicht ansieht: sie könnte für 40 gelten. Ihre Hautfarbe ist hell – das Zeichen rein -semitischen Blutes und edler Abstammung; ihre Haltung ist durchaus die einer großen Dame, die zugleich den Reiz der Liebenswürdigkeit besitzt.
Der Kaiserin erhielt als Geschenk zuerst eine Fotografie der deutschen Kaiserin inmitten ihrer Kinder, im schweren Silberrahmen. Da die kirchliche Neigung der Kaiserin bekannt war, wurde ihr wertvolles Altargerät geschenkt, dazu noch himbeerrote Seide, ein Köfferchen mit silbernem Reiselavoir, ein geschliffener Spiegel, feine Parfums und vieles mehr.
Dieser Audienz erfolgte, obwohl, wie Friedrich Rosen bekannt war, Taytus Mutter tags zuvor verstorben war. Er konnte sich dies nur so erklären, dass Taytu noch keine Kenntnis davon hatte und Menelik zuerst die Todesnachricht überprüfen ließ.

### Gastbesuche in Addis Abeba
Die Gesandtschaft nahm auch an einem Gebr teil, an dem der Kaiser der Gesandtschaft zu Ehren 8000 Menschen bewirtete. Die Gesandtschaft verblieb bis zum 18. März 1905 in Addis Abeba und bewohnte in dieser Zeit den Palast von Ras Makonnen und Ras Mikael, dem Vizekönig des Wollo-Galla-Landes. In dieser kurzen Zeit fanden viele Einladungen und Gespräche statt. Die Vertretungen von Frankreich, Italien, Großbritannien und Russland wurden besucht. Staatsrat Ilg öffnete der Gesandtschaft viele abessinische Türen. Es fanden Einladungen bei Ras Wolda Giyorgis dem Vizekönig von Kaffa, und General Abbata sowie beim Abuna Mathäus statt. Die Persönlichkeit von Friedrich Rosen und seine reiche Kenntnis über den Orient sowie sein perfektes Arabisch waren hierfür sehr dienlich. Bei diesen Gastbesuchen wurde die Gesandtschaft auch mit Kantiba Gebru bekannt. Gebru war ehemaliger Gouverneur von Gonder und jetzt Erzieher des Thronfolgers. Er hatte die Deutsche Schule in Jerusalem besucht und sprach perfekt Deutsch, auch war er in erster Ehe mit einer Deutschen verheiratet gewesen. Er sollte im Auftrag des Negus die Gesandtschaft bei der Rückreise begleiten. Auch der Negus selbst war Gast der Gesandtschaft und ließ sich das Lanzenstechen der Garde du Corps zeigen.

### Verhandlungen über ein Handelsabkommen

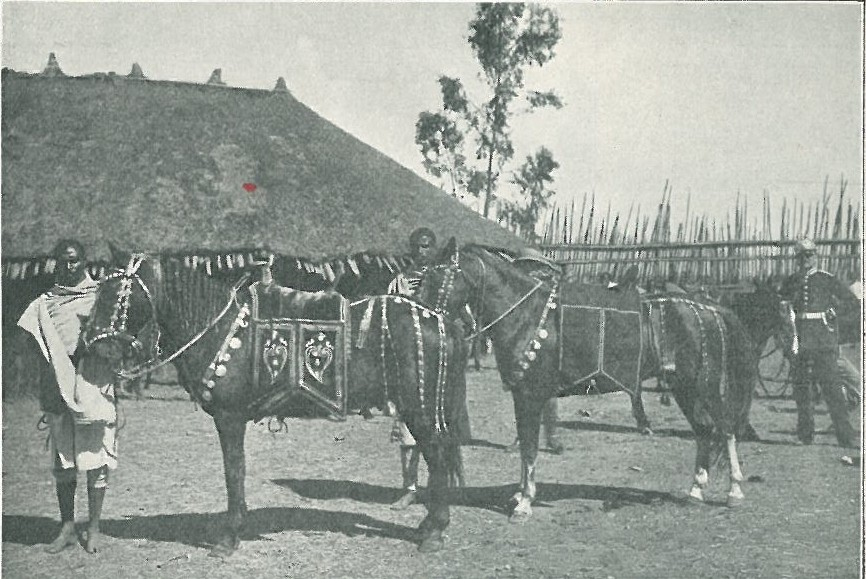
Pferdegeschenk des Negus an Friedrich Rosen und Graf Eulenburg

Durch die beiden Handelssachverständigen wurden täglich die Märkte und Magazine gesichtet, um mehr über die wirtschaftlichen Verhältnisse Abessiniens zu erfahren. Bisher waren von deutschen Handelsinteressen in Abessinien nur Ansätze vorhanden. Friedrich Rosen führte in dieser Zeit viele Unterredungen mit dem Negus. Dies mündete in ein Handelsabkommen mit dem Deutschen Reich. Weiter wurde das Recht einer Beteiligung des Deutschen Reiches an einer zu gründenden äthiopischen Bank einem Institut zugesprochen, dem ausgedehnte Vorrechte und Monopole eingeräumt werden sollten. Des Weiteren wollte Menelik II. sich mit eigenen Mitteln in das äthiopische Eisenbahnprojekt einbringen, sofern dies auf internationaler Basis geführt würde. Es wurde weiter vereinbart, dass ein abessinischer Gelehrter als Lehrer der Amharischen Sprache für das Seminar für Orientalische Sprachen in Berlin entsandt wurde. Der Negus bestimmte hierzu Alaka Taje aus Ifag, der bei Gonder zu der Gesandtschaft stieß und sie nach Berlin begleitete. Auch das Thema des Forstschutzes wurde von Deutscher Seite angesprochen, dies geschah vermutlich auf Initiative von Felix Rosen. In vielen privaten Gesprächen fand Felix Rosen in Menelik II. einen interessierten Zuhörer. Besonderes Interesse schenkte er den Berichten der deutschen Ausgrabungen in Babylon. Dies führte dazu, dass der Negus eine deutsche Grabung in Aksum vorschlug. Da zu befürchten war, dass von Seiten der abessinischen Geistlichkeit Widerstand zu erwarten war, wurde dieses Ansinnen zunächst geheim gehalten, bis die Gesandtschaft das Land verlassen hatte. Die Ausgrabungen fanden im Jahr 1906 unter der Leitung von Enno Littmann und den Regierungsbaumeistern Daniel Krencker und Theodor von Lüpke statt. Der an Archäologie stark interessierte Kaiser Wilhelm II., entsandte auf eigene Kosten, im Jahr 1906 das Ausgrabungsteam. Am 7. März wurde ein Handels- und Freundschaftsvertrag abgeschlossen, der bis in die heutige Zeit Äthiopien und Deutschland auf besondere Art verbindet.

### Abschied von Addis Abeba
am 17. März 1905 fand die Abschiedsaudienz bei Menelik II. statt. Dies geschah in ganz vertraulicher Weise. Menelik lud die Gesandtschaft zu einem Abschiedsessen in sein Privatgemach ein. Dies war ein Zeichen besonderer Vertrautheit und eine besondere Ehre. Als Geschenke für Wilhelm II. wurden goldbestickte Gewänder, fein ziselierte Waffen, Kirchengerätschaften, darunter ein sehr alter, bronzener Messkelch mit griechischer Inschrift, und vier riesige Elefantenstoßzähne, von denen jeder 35 kg wog, übergeben. Der Gesandtschaft wurde ein Reisemarschall gestellt, der für die Versorgung der Karawane sorgen sollte. Auch Kantiba Gebru begleitete auf Anordnung Meneliks die Gesandtschaft. Gebru sollte auch als Dolmetscher bei Zauditu, der Tochter Meneliks und Gemahlin von Ras Gugsa Welle, dienen, die sich in Debre Tabor, der Residenz ihres Gatten in Amhara, befand und erkrankt war. Vollbrecht wurde von Menelik gebeten, sie zu untersuchen, ärztlichen Rat zu geben und eventuell Medikamente zu verabreichen. Die Karawane bestand noch aus 220 Maultieren und 180 Personen.

## Die Rückreise durch Abessinien

### Durch Ost Schoa
Da die Gesandtschaft möglichst viel von der Schönheit Äthiopiens sehen wollte, schlug der Negus zunächst eine Route durch Schoa vor, die durch das Land der Metta-Galla über Genet, vorbei an Adis-Alem in Richtung Godjam führte. Das Gebiet war damals noch unkartiert, dennoch auch ein reiches Agrarland und landschaftlich sehr lieblich. Menelik hatte verboten, dass in Addis Abeda und im Vorland um die Stadt Bäume gefällt werden. Gennet war wie Addis Abeda eine Neugründung Meneliks. Felix Rosen hatte hier und auf der weiteren Reise Gelegenheit, viele unbekannte Pflanzen zu bestimmen und zu benennen, die er auch nach den Mitgliedern der Mission und nach dem Negus benannte. Wie auch schon auf der Reise nach Addis Abeda nahm Felix Rosen Höhenmessungen vor. Der Weg führte durch das Quellgebiet des Awasch, ein Land, das vorwiegend von Gallas bewohnt war. Felix Rosen war von der wechselhaften Vegetation, bedingt durch wechselnde Höhenlagen des Geländes, sehr beeindruckt. Diese Gegend war ein Zentrum der Pferdezucht in Abessinien. Die Gesandtschaft erhielt auch regelmäßig ihre Post. Das Postwesen war durch Ilg erst wenige Jahre zuvor eingerichtet worden. Das Gebiet der Wasserscheide zwischen Awash und dem Blauen Nil, der in Abessinien Abbai genannt wird, wurde durchquert.

### Godjam

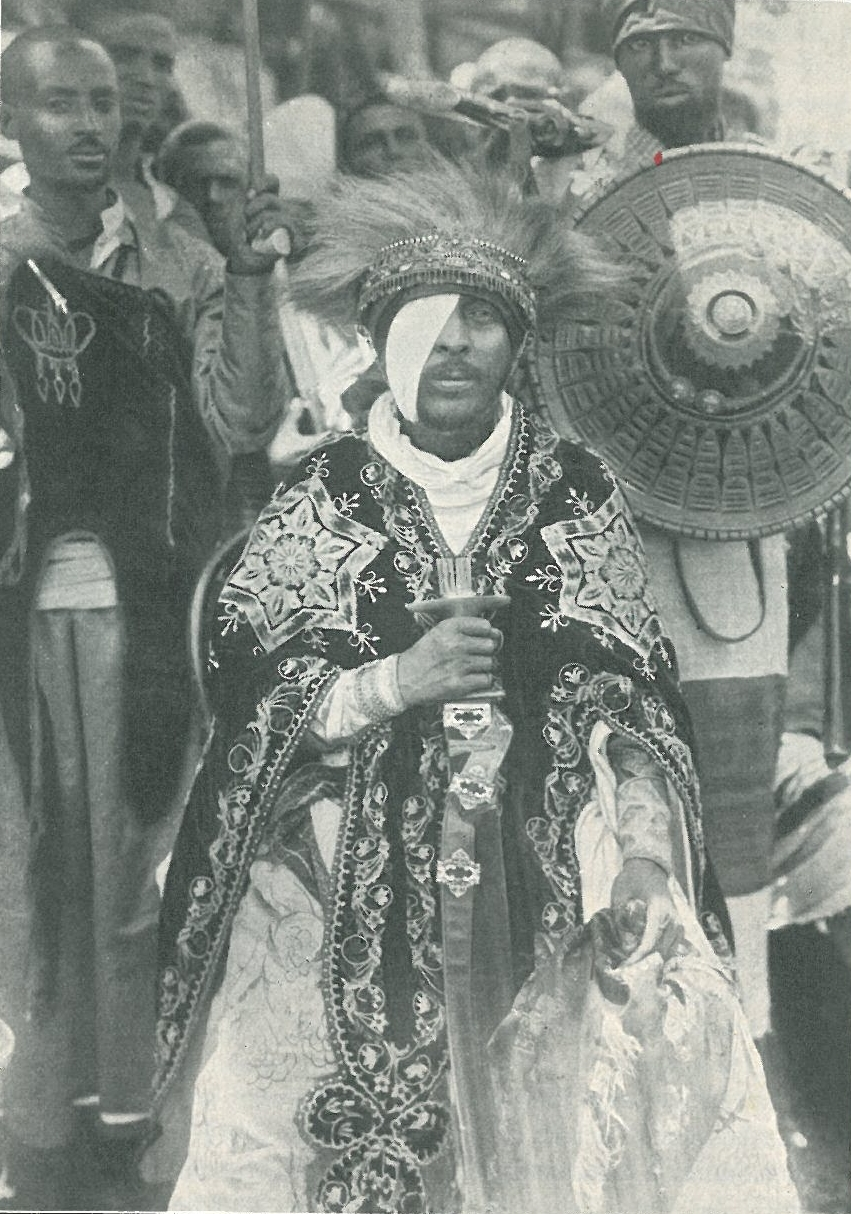
Ras Besabe

An der Grenze zu Godjam wurde die Gesandtschaft durch eine Abordnung des Ras Besabe, dem Sohn des 1901 verstorbenen Fürsten und Gegenspielers von Yohannes IV., Tekle Haymanot, begrüßt und nach seiner Residenz Debre Markos eingeladen. Godjam war ein rein christliches Gebiet, das fast nur von Semiten bewohnt wurde. Das Gebiet von Godjam bot zunächst nur in Schluchten eine reiche Artenvielfalt. Die Gesandtschaft beobachtete viele Präriebrände. In der Regenzeit war das Gebiet nahezu unzugänglich. Viele Kirchen prägten das Land. Flemming hatte Gelegenheit, viele Handschriften zu erwerben. Auf dem Markt in Debre Markos bemerkte Felix Rosen eine zwergenhafte Sklavin, die etwa 25 Jahre alt und voll entwickelt war. Sie war etwa 125 cm groß. Auf Nachfrage teilte man ihm mit, dass sie einem Volk entstamme, welches in den Waldgebieten, westlich des Rudolfsees wohne.
Der Ras veranstaltete für die Gesandtschaft ein Gebr und führte seine Gäste durch die neu erbaute Markus-Kirche, die Grablege seines Vaters. Die Arbeiten an der Kirche waren noch nicht ganz abgeschlossen. Takla Haimanot war vielfach in den Malereien als Stifter abgebildet. Anschließend wurden rituelle Tänze der Priester aufgeführt, die durch den Psalmengesang von Chorknaben begleitet wurden. Rosen bemerkt, dass dies eindrucksvoll war. Ras Besabe wurde auf dessen Wunsch von Felix Rosen fotografiert. Der Ras hatte durch einen Pfeilschuss ein Auge verloren. Er war sehr bemüht, die Gesandtschaft zuvorkommend zu begegnen. Dies führte Felix Rosen darauf zurück, dass er Menelik so seine Treue beweisen wollte. Felix Rosen bezeichnete Godjam als die ärmste Gegend von Abessinien, die sie gesehen hatten. Ackerbau, obwohl sehr gut möglich, wurde fast nicht betrieben. Er vermutete, dass der ehemalige Wohlstand des Landes auf Raub in den benachbarten Gebieten beruhe. Dies war durch die Oberherrschaft Meneliks nun nicht mehr möglich und so verarmte die amharische Bevölkerung. Am 2. April 1905 verließ die Gesandtschaft Debre Markos in nordwestliche Richtung entlang des Choke Gebirge in den Distrikt Delma. An vielen Stellen empfing die Geistlichkeit des Landes die Gesandtschaft mit Gesängen, forderte jedoch ständig ein Geldgeschenk. Schließlich gelangte man nach Dembecha am Fluss Gudala. Dort wurde das Lager, auf der Höhe von 2040 m, von einem Hagelschauer überrascht. Die somalischen Diener hatten noch nie Eis gesehen und hielten den Hagel für Steine. Dann wurde der Fluss Bir überquert in Richtung Amidamit-Pass. Nach Bekunden von Felix Rosen war diese Strecke die landschaftlich schönste, die man in Abessinien sah. Der Lagerplatz „Ambo-Meida“ auf der Höhe von 2177 m, der sich bei einer Salzquelle befand, bot eine wunderbare Kulisse. Einmal wurde durch die Männer der Karawane das Übergreifen eines Präriefeuers auf ein Dorf verhindert. Vorbei am Basaltkegel „Abala Negus“ (Geisterkönig) gelangte man in die Provinz Metscha. Am 8. April 1905 überquerte die Gesandtschaft die berühmte Dildiy-Brücke, die über den Blauen Nil führte.

### Der Tanasee

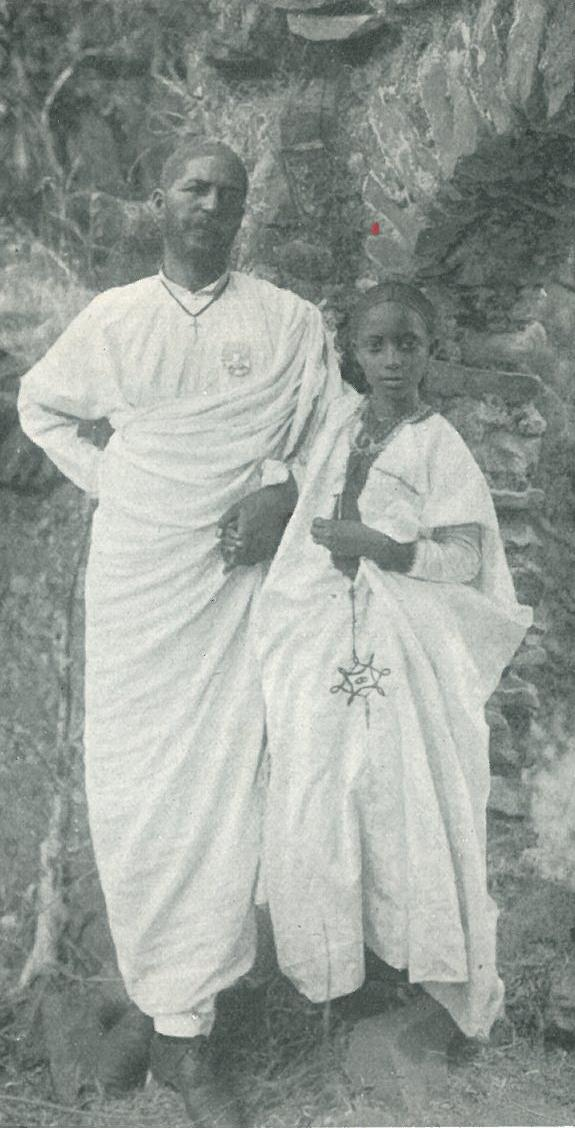
Kantiba Gebru und seine Tochter

Vom 9. bis 14. April 1905 bereiste die Gesandtschaft das Ostufer des Tanasee. Zuerst gelangte man an die Südspitze des Sees. Auf Inseln im See befanden sich viele Klöster. Flemming interessierte sich vor allem für das Marienkloster Debre Maryam und dessen Bücherschatz. Auch das Inselkloster Manso wurde besichtigt. Mit Papyrusbooten setzte man über. Die Gesandtschaft lagerte in der Bucht der Ruinenstadt Korata. Am 11. April 1905 ging es weiter in Richtung Norden und man lagerte am Fluss Reb. Dort hatte man ein Treffen mit Prinzessin Zauditu, der Tochter Menelik II., vereinbart. Sie und ihr Mann Gugsa Welle waren von Debre Tabor der Gesandtschaft entgegengekommen. Vollbrecht untersuchte die Prinzessin hinter einem Vorhang und Kantiba Gebru dolmetschte. Nach diesem Treffen zog man weiter und das nächste Lager wurde gegenüber der Klosterinsel Matraha aufgeschlagen. Dies war dieselbe Stelle, an der im Jahr 1881 Gerhard Rohlfs auf der Rückkehr von Debre Tabor lagerte. Am folgenden Tag besuchte die Gesandtschaft das Kloster. Die ursprüngliche Kirche wurde von den Portugiesen erbaut, man fand nur noch Ruinen. Die Kirche wurde von den Mahdisten im Jahr 1888 zerstört. Felix Rosen bemerkt, dass die wertvollsten Bücher und Kunstschätze der Klöster am Tanasee schon unter Theodorus II. nach Magdala gebracht wurden, dort fielen sie Lord Napier in die Hände, der sie nach London verbrachte. Felix Rosen bedauerte es, dass das älteste Kloster am Tanaee Debra Sina auf der Halbinsel Gorgora nicht besucht werden konnte, welches vor der Invasion der Mahdisten zahlreiche steinerne Monumente enthielt. Vom Tanasee waren es noch zwei Tagesreisen nach Gonder. Der Besuch des Tanasees war mit Sicherheit einer der Höhepunkte der Reise.

### Gonder

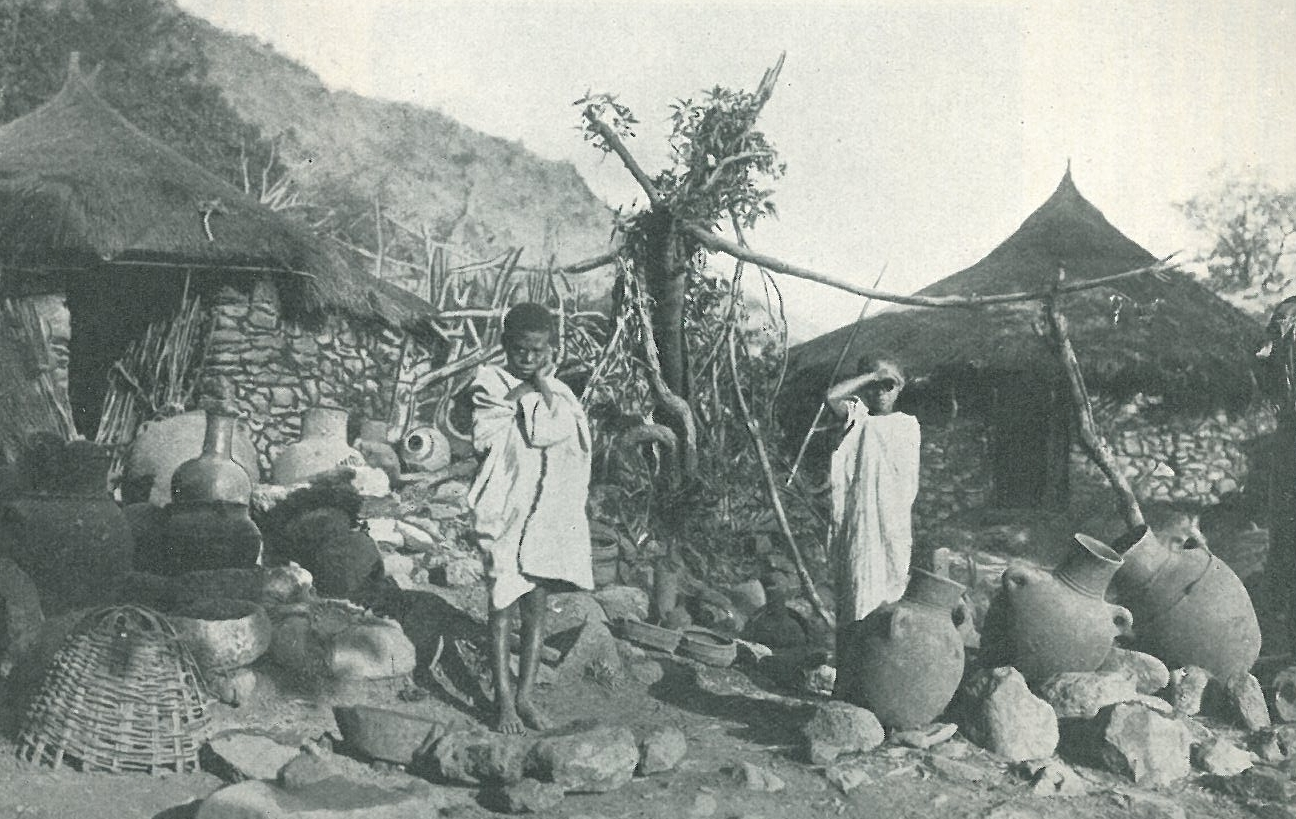
Töpferei der Falaschas bei Gonder

Die Gesandtschaft überquerte den Fluss Magetsch über eine steinerne Brücke. Die Überquerung des Flusses Angareb gestaltete sich weitaus schwieriger. Das ehemalige Viertel der Muslime Gonders war vollkommen zerstört, ebenso wie der Stadtteil der Falascha, der äthiopischen Juden. Allein der Stadtberg fand sich noch von Christen bewohnt. Nur Teile der alten Stadtmauer waren vorhanden. Auch die Innenstadt war schwer zerstört. Zur großen Überraschung fand man den Marktplatz sehr belebt. Der Stadtteil Etschege-Bed war noch leidlich bewohnt. Die Mauern des Gemp, die Ruine des ehemaligen Residenzschlosses der abessinischen Kaiser, war gut erhalten. Das Schloss war beim Einfall der Mahdisten schon Ruine und somit für eine Brandschatzung uninteressant. Die Gesandtschaft hielt sich zwei Tage in Gonder auf. Durch Kantiba Gebru wurde der Kontakt zu einem Gelehrten und Lehrer der ehemaligen dort ansässigen Hochschule hergestellt. Dort wurden vor der Zerstörung Gonders, Theologie, Rechtskunde, Musik und Tanz, Malerei, Kalligraphie und Landesgeschichte gelehrt. So konnten Informationen über die Geschichte des Schlosses eingeholt werden. Die Erzählungen waren von Sagen durchsetzt. Die Mitglieder der Gesandtschaft durchstreiften die Ruinen des Gemp und der Stadt. Von den ehemals 44 Kirchen Gondars war wenig erhalten geblieben. Einzig die Kirche Medhane Alem (Erlöser der Welt), unter Negus Fasilides (1632–1667) erbaut, blieb unversehrt. Ihr Inneres war noch im vollen Gemäldeschmuck. Felix Rosen mutmaßte, dass an Kirchengut und Büchern nicht viel zerstört worden sei, da Theodor II. schon zuvor alles Wertvolle, wie auch am Tanasee geschehen, nach Magdala verbracht hatte. Auch zu den Falascha begab sich die Gesandtschaft. Sie bewohnten eine neue Siedlung eine halbe Stunde weiter am Bergeshang. Die Falaschas wirkten beim Erscheinen der Gesandtschaft sehr ängstlich. Die Übergabe von Geschenken beruhigte sie. Die Falaschas waren sehr arm; vor der Zerstörung Gonders lebten sie als Handwerker, vor allem als Maurer. Die von ihnen terrassierten Äcker wurden ihnen weggenommen, jetzt lagen sie brach. Da keine Maurer mehr gebraucht wurden, hatten sie sich auf die Töpferei spezialisiert. Die Töpferscheibe war ihnen unbekannt. Auch als Tischler und Schmiede hatten sie einen guten Ruf. Nach langem Zureden zeigte der Ortsvorsteher, welcher auch Priester war, die Synagoge, eine runde Hütte, die wie jede andere aussah. Er zeigte auch die Bibel. Die Frauen trugen um den Hals einen Lederriemen, mit einer Glasperle oder einem Ring. Eine Frau trug an Hals und Brust ein Tatu, es stellte ein Maateb dar, eine blaue Schnur mit Kreuz. Sie erklärte, dass ihr dies die christlichen Abessinier gewaltsam zugefügt hätten. Die Falascha waren immer wieder Opfer von Ausschreitungen.
In Gonder verließ Kantiba Gebru die Gesandtschaft. Für seine Verdienste wurde ihm der Kronenorden III. Klasse verliehen. Vor seiner Rückkehr stellte Gebru der Gesandtschaft seine kleine Tochter vor, die bei den Großeltern auf einem Gut bei Gonder standesgemäß erzogen wurde. Felix Rosen fotografierte Vater und Tochter.

### Durch das Hochgebirge Semien

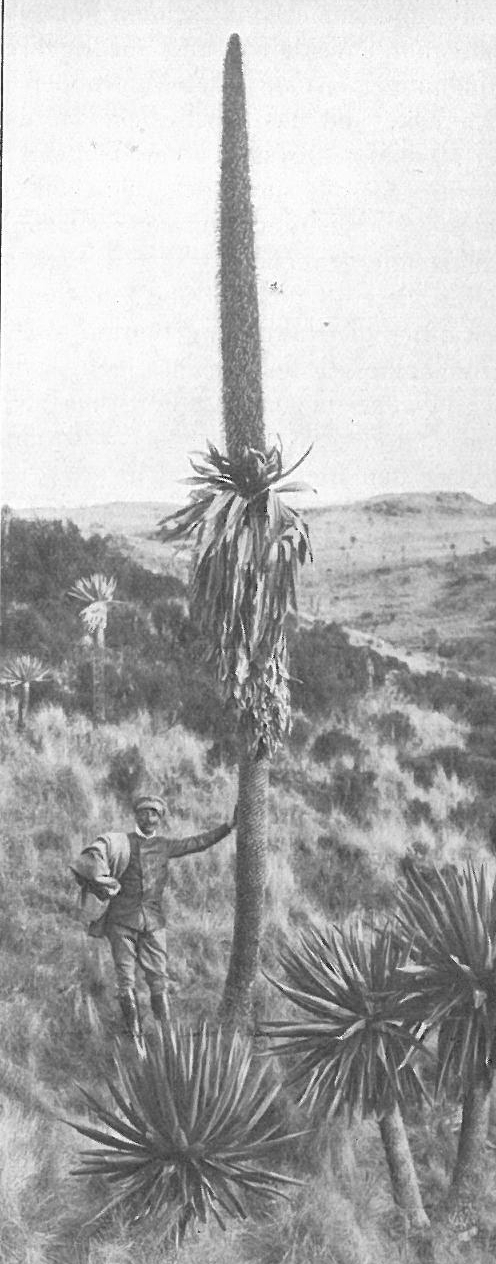
Djibarra-Pflanze

Von einer Durchquerung des Hochgebirges von Simien wurde der Gesandtschaft abgeraten, selbst die Postreiter berichteten von der Schwierigkeit der Wasserversorgung. Man entschloss sich, mit einer Entscheidung bis zum Erreichen des Fußes des Gebirges zu warten. Die Forschungsreisenden Eduard Rüppell und Theodor von Heuglin hatten Semien durchquert und ihre Reiseberichte waren bekannt. Zunächst ging die Reise durch das Gebirge von Wogara. Dort hoffte man auf gute Wege, aber man hatte sich getäuscht. Dennoch war die Landschaft schön und freundlich. Am Fuße des Gebirges entschied man, dass nur die Gesandtschaft mit leichtem Gepäck das Gebirge überqueren sollte. Vor Aksum wollte man sich wieder vereinigen. Am 21. April 1905 trennten sich die Gruppen. Der Weg zeigte alpine Formen. Die Reisegruppe war überrascht, in der Talsohle von Shuada, zwischen dem Berg Amba Ras und der Steinwüste, pflügende Bauern vorzufinden. Auf einem Plateau in Höhe von 3028 m wurde die Gesandtschaft vom Gouverneur Semiens und hundert Kriegern erwartet. Es folgte die übliche Einladung. Auf einer Höhe von mehr als 3500 m fanden sich Djibarra-Pflanzen (Lobelia rhynchopetalum), Kräuter in den Dimensionen von Bäumen, oft 3 m hoch. Infolge des Holzmangels dienten diese Pflanzen der Reisegruppe als Feuerungsmaterial. Felix Rosen fand Kreuzblütler (Cruciferen) die in allen kälteren Regionen, der nördlichen Hemisphäre häufig sind. Bis auf über 4000 m gelangte die Karawane. Die Gipfel der höchsten Berge Abessiniens, auch der Ras Dashen wurden bei Temperaturen von 1 °C passiert. Felix Rosen und Edmund Schüler nutzen jede Gelegenheit zu Klettertouren, um botanische Studien zu betreiben. Die Gesandtschaft hatte am Berg Meseraria den höchsten Punkt ihrer Reise (ca. 4320 m) erreicht. Beim Abstieg vom Gebirge fanden sich Dörfer der Falascha, die in diesem unwirtlichen Hochgebirge siedelten. Weiter ging die Reise durch eine imposante Gebirgslandschaft, hin zum Selki-Paß. Es folgte ein schwerer Abstieg. Felix Rosen macht viele Fotografien. Bei einer Kirche mit Hain versuchte Felix Rosen seine Eindrücke und die Szenerie der Landschaft des Gebirges in Worte zu fassen: Welch ein Ort! Mit dem Erschauern der Ehrfurcht blickt man um sich, und arme Menschen wären es, die hier nicht die Nähe des Großen, Einen fühlen. Man näherte sich wieder der Vegetationsgrenze. Am verabredeten Treffpunkt trafen beide Gruppen der Karawane fast zeitgleich ein. Die wiedervereinte Karawane überschritt den Fluss Tekese, hinein in die Provinz Tigray.

### In Aksum und Adua

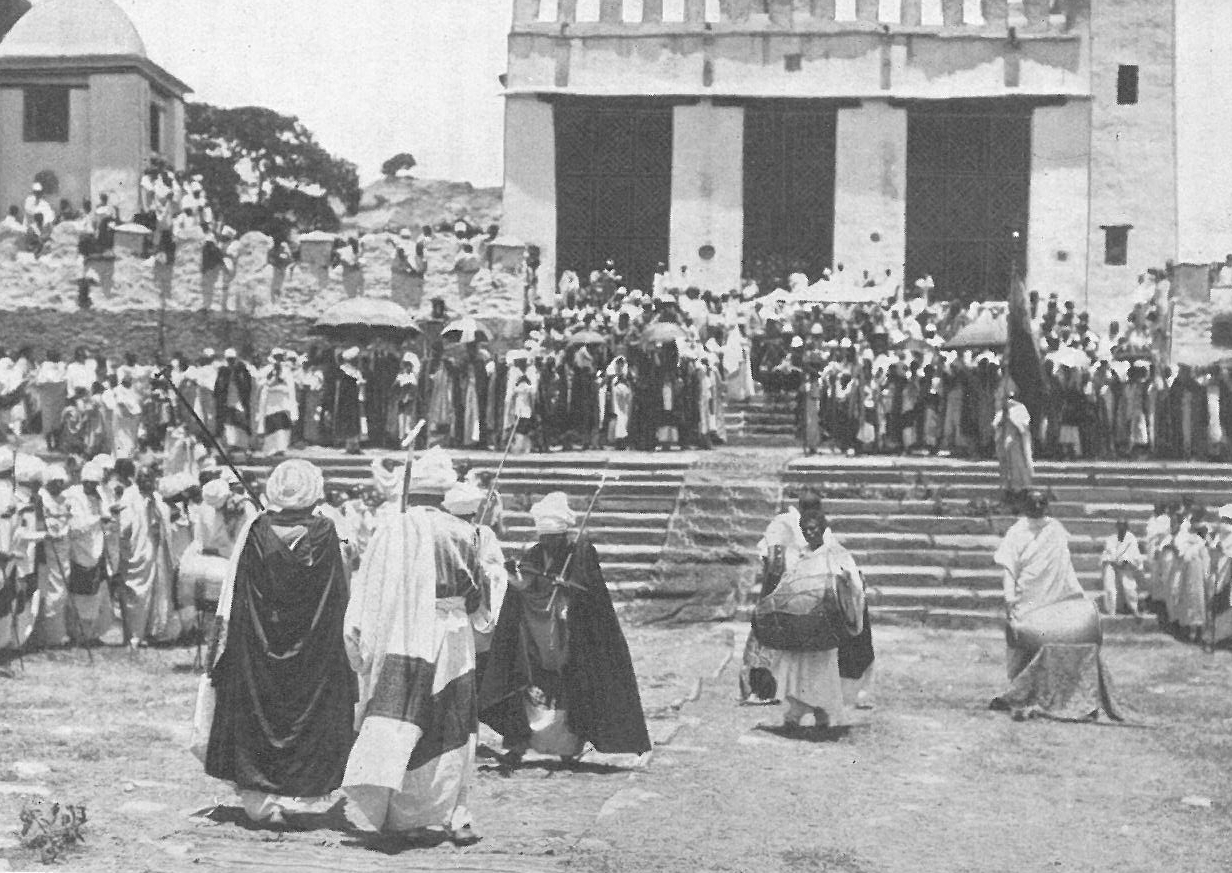
Festgottesdienst vor der Kirche Maria Zion in Gonder

Der erste Eindruck von Tigray war nicht sehr erfreulich. Die Gesandtschaft war in einer kahlen Landschaft bei brütender Sonne unterwegs. Die Temperaturen erreichten 41 °C. Die übliche Begrüßung durch die Obrigkeit blieb aus. Auch begegnete die Bevölkerung von Tigray der Gesandtschaft mit Misstrauen, waren doch die meisten Leute der Karawane aus Shoa. Felix Rosen hatte die ganze Reise über die Höhenangaben einer italienischen Karte mit seinem Hypsometer überprüft. Er fand das Gerät nun eines Abends in seinem Zelt auf der Erde liegend und beschädigt. So konnte er seine Messungen nicht mehr mit dem Meeresspiegel abgleichen. Die Messungen differierten oft mit den Kartenangaben. Auch die Fotoausrüstung war teilweise beschädigt. Viele Aufnahmen misslangen jetzt. Je mehr sich die Karawane Aksum näherte, umso mehr veränderte sich die Landschaft. Waldige Täler und bebautes, dichtbesiedeltes Land wechselten sich ab. Am 30. April zog die Gesandtschaft in Aksum ein. Es war der Sonntag des abessinischen Osterfestes, der Frühgottesdienst war bereits beendet. Die Gesandtschaft wurde von der Geistlichkeit und den Honoratioren Aksums willkommen geheißen. Die Vornehmen der Stadt ritten festlich gekleidet. Auch wurde die Gesandtschaft gebeten, dem Festgottesdienst beizuwohnen. Auf der obersten Stufe der Terrasse, vor der berühmten Kathedrale von Aksum St. Maria von Zion, waren Sitze vorbereitet. Es folgte ein traditioneller äthiopischer Gottesdienst mit seinen Gesängen und dem Tanz der Priester. Nach dem Gottesdienst konnte die Kirche besichtigt werden. Man bemerkte, dass die Vorhalle ein bronzenes Schmuckgitter erhalten hatte. Auf der Ansicht von Theodor von Heuglin war es noch nicht vorhanden. Der Gemäldeschmuck war teilweise zerstört und durch europäische Tapeten ersetzt. Im Vorhof der Kirche bemerkte man elf oder zwölf steinerne, zerstörte Sitze. Inmitten des Platzes sah man den Krönungsstuhl. Auch die berühmten Monolithen, die Stelen von Aksum wurden besichtigt, ebenso der „lebendige Fels“ und andere Sehenswürdigkeiten. Die Besichtigung wurde durch heftige Regenschauer unterbrochen. Zur Mittagszeit gab es dann ein Essen beim Gouverneur von Aksum. Er trug den Titel Nebreid, was mit Archidiakon übersetzt werden kann. Er war der oberste geistliche Würdenträger nach dem Abuna und dem Etschege. Am nächsten Morgen sah man das Gebirge von Semien von Ferne, vollständig in Schnee gehüllt. Am zweiten Tag trennte sich die Reisegesellschaft und suchte die Ruinenstätten der Stadt auf. Flemming besuchte nochmals St. Maria von Zion, um sich die Bücher dort zeigen zu lassen. Die Stadt, obwohl Ruine, beeindruckte die Deutschen. Am Nachmittag des 1. Mai 1905 verließ man Aksum. Gegen Abend erreichte die Karawane Adua, welches ein städtisches Aussehen hatte. Hier in der Nähe des Ortes fand am 1. März 1896 die Schlacht von Adua statt. Das Treffen des Heeres von Menelik II. und der italienischen Armee unter General Oreste Baratieri endete mit dem vollständigen Sieg der Abessinier. Auch hier fand eine förmliche Begrüßung statt. Erstmals sah man auch gutgekleidete Frauen und Mädchen der Oberschicht in der Menge. Am nächsten Tag besichtigte man den Ort. Am Fuße des Berges Schelloda, dem Hausberg von Adua, sah man noch die Ruinen Fremonas, der ersten Niederlassung der Jesuiten in Abessinien. Der Mauerkranz diente noch lange als Kastell. Auffallend war die große Menge von Kindern im Ort.

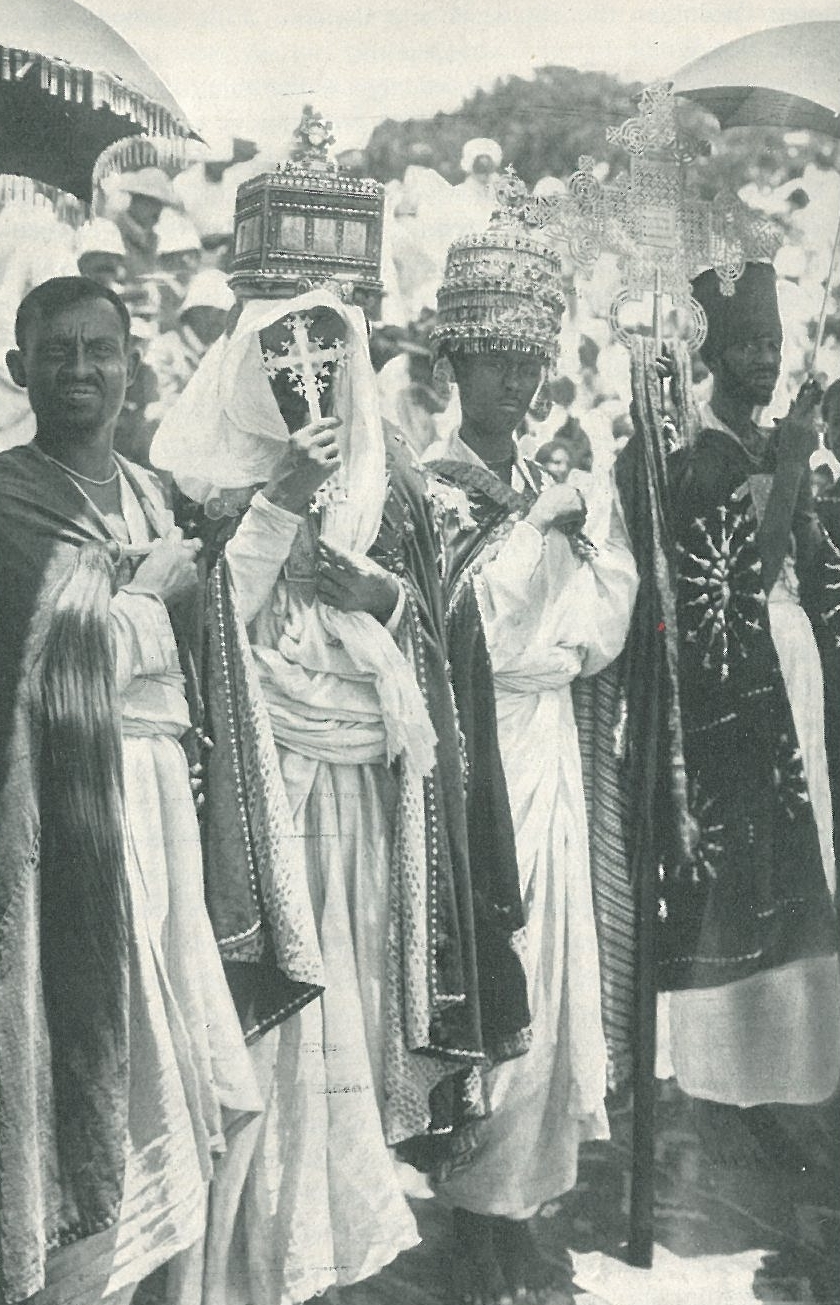
Priester in reichen Gewändern mit Kronen und Vortragekreuz in Aksum

Auch hier gab es vor der Kirche Medhanae-Alem (Erlöser der Welt) einen Festgottesdienst. Die ganze Gesandtschaft war wieder Ehrengast. Die Kirche besaß einen reichen Bilderschmuck. Felix Rosen ließ sich von einem jungen Priesterschüler zu einem Falascha führen. Im Gegensatz zu Gonder und Semien machte Rosen Bekanntschaft mit wohlhabenden Leuten. Er wurde mit Kaffee aus einer silbernen Kanne bewirtet. Rosen wollte die Situation der Juden zu einem Thema des Gespräches machen. Doch wurde dies abgewiegelt. Der Falascha hatte sich taufen lassen. Auch gelang es Rosen nicht, handwerkliche Gegenstände der Falaschas einzuhandeln. Am Abend des 2. Mai 1905 besuchte der Gouverneur Tigrays die Gesandtschaft. In der Nacht wurde er mit Magnesiumfackel heimgeleitet. Dies war ein Geschenkersatz, denn der Vorrat an geeigneten Gaben war aufgebraucht.
Am 3. Mai 1905 brach die Gesandtschaft von Adua auf. Nach einem Marsch unter stechender Sonne erreichte man nach 40 km den Grenzfluss Mareb.

### Eritrea
Am 4. Mai 1905 überschritt die Gesandtschaft den Fluss und erreichte Eritrea. Dort begegnete man dem Sohn des deutschen Naturforschers Wilhelm Schimper, der in Eritrea als Wegebau-Ingenieur in italienischem Dienst arbeitete. Die Gesandtschaft wurde von den italienischen Offizieren und Beamten sehr freundlich empfangen, bewirtet und untergebracht. In Asmara wurde die Karawane aufgelöst. Friedrich Rosen verließ mit Graf Eulenburg, Karl Bosch, Edmund Schüler und Flemming an Bord eines italienischen Schiffes Massaua. Die übrigen Personen und die Garde du Corps blieben noch 10 Tage in Asmara, bis zum Eintreffen eines anderen Schiffes. Felix Rosen nutze die Zeit für den Abschluss der ethnographischen Sammlung und Notizen. Hierbei half ihm ein Herr Zander, der Regierungsdolmetscher in Asmara war und fließend deutsch sprach. Er war der Sohn des deutschen Malers Eduard Zander und einer Abessinierin. Schon zuvor hatte Felix Rosen einen Großteil der belichteten Platten in einer improvisierten Dunkelkammer entwickelt. Nachdem die Nachricht eingetroffen war, dass die Rückreise mit dem Dampfer „Herzog“ von Massaua stattfinden konnte, verließen die restlichen Personen der Gesandtschaft Afrika.

## Ergebnisse der Gesandtschaft
Durch die Rosengesandtschaft öffnete sich für Deutschland das Kaiserreich Abessinien. Zu keinem anderen europäischen Land hatte Abessinien nach der diplomatischen Mission so gute Beziehungen wie zum Deutschen Reich. Die Bahnstrecke nach Addis Abeba wurde mit deutscher Hilfe fertig gestellt und die Nationalbank gegründet. Am Hofe Meneliks II. waren in der Folgezeit viele deutsche Berater, die die Modernisierung des Landes begleiteten. Die Handelsfreiheit für deutsche Unternehmer führte zu einem regen Austausch. Ein Grund für den Erfolg der Rosengesandtschaft war die Tatsache, dass das Deutsche Reich an Abessinien kein koloniales Interesse besaß, sondern am freien Handel auf Gegenseitigkeit interessiert war. Ein weiterer Grund ist sicher in der Person von Friedrich Rosen zu suchen, der durch die Kenntnis der orientalen Welt, sein Sprachtalent und seine diplomatische Erfahrung zum Erfolg wesentlich beitrug. In Deutschland wuchs nun das Interesse an der alten Kultur Äthiopiens. Ob es Zigarettenbilder oder Abenteuerromane waren, man interessierte sich für das geheimnisvolle Land und seinen Herrscher Menelik II. Flemming hatte in Abessinien viele alte Handschriften erwerben können. Felix Rosen hatte während der Mission viele völkerkundlich interessante Stücke gesammelt, die sich noch heute in den Sammlungen der völkerkundlichen Museen in Berlin und Stuttgart befinden. Auch die Tonaufnahmen von Liedern und Gesängen sind hier zu erwähnen. Seine botanischen Studien zu Fauna, besonders aber zur Flora, und die Beschreibung unbekannter Arten sind sein Verdienst. Einzigartig sind aber seine vielen Fotografien, die sehr anschaulich die Bevölkerung und das Land Abessinien zum Zeitpunkt der Mission dokumentieren. Im Jahr 1907 veröffentlichte Felix Rosen die Reisebeschreibung der deutschen Gesandtschaft (Eine deutsche Gesandtschaft in Abessinien, Verlag von Veit & Comp., Leipzig 1907) mit einer Vielzahl seiner Fotografien und detaillierten Beschreibungen. Felix Rosen bemühte sich hier ein möglichst genaues, unvoreingenommenes und vor allem unterhaltsames Bild des alten Abessiniens wieder zu geben.

## Nachwirkungen
2005 konnte das 100-jährige Jubiläum des Vertrages gefeiert werden. Beide Länder sind sich einer langen Freundschaft bewusst. Einer der ersten Staatsgäste der jungen Bundesrepublik Deutschland war im Jahr 1954 Kaiser Haile Selassie. Nach der Wiedervereinigung Deutschlands und der Demokratisierung von Äthiopien haben die Beziehungen seit 2008 eine neue Qualität erreicht. Seit dem Besuchsaustausch des Deutschen Bundestages und des äthiopischen Parlaments 2008 gibt es regelmäßig Besuche von Abgeordneten und Ausschüssen des Deutschen Bundestages in Äthiopien. Deutschland war in den letzten Jahren einer der größten Abnehmer äthiopischer Waren. Deutschland importiert aus Äthiopien vor allem Kaffee und ist traditionell größter Abnehmer mit über 30 Prozent der äthiopischen Kaffee-Exporte. Deutsche Exporte nach Äthiopien bestehen vor allem aus Fertigprodukten wie Maschinen, Motoren, Kraftfahrzeugen sowie Chemikalien und Medikamenten. In jüngerer Zeit beginnen deutsche Unternehmen auch in Äthiopien zu investieren, besonders im Blumensektor und in der Lederverarbeitung. Die deutsch-äthiopischen Kulturbeziehungen gründen sich ebenfalls auf die Tradition der deutschen Forschung in Äthiopien. In der langen Zeit der Partnerschaft sind eine Vielzahl von Hochschulpartnerschaften entstanden. Ein herausragendes Projekt deutscher wissenschaftlicher Einrichtungen ist das South Omo Research Center zur Erforschung der Südvölker Äthiopiens sowie die Erstellung einer mehrbändigen, international einzigartigen Encyclopaedia Aethiopica durch die Universität Hamburg. Vor dem Hintergrund Aufsehen erregender Funde von Spuren sabäischer Kultur in der Region Tigray hat eine auf mehrere Jahre angelegte Grabungskampagne des Deutschen Archäologischen Instituts begonnen.